# Fabio Rondanini
Fabio Rondanini (Roma, 25 agosto 1976) è un polistrumentista, compositore e arrangiatore italiano, noto principalmente per essere batterista nei Calibro 35, negli Afterhours e negli I Hate My Village.

## Biografia
Attivo da anni nel mondo della musica, nel 2004 fonda a Roma il Collettivo Angelo Mai insieme a Giorgina Pilozzi, Francesco Forni, Rodrigo D'Erasmo e Daniele "Ilmafio" Tortora. Il collettivo prende nome dalla realtà indipendente situata dapprima in zona Monti e successivamente, nel 2009, in seguito ad uno sgombero, trasferitasi in Viale delle Terme di Caracalla, da sempre attenta a dare spazio all’arte nelle sue molteplici forme, teatrali o musicali.
La svolta definitiva avviene nel 2008, anno in cui fonda, assieme a Luca Cavina, Enrico Gabrielli e Massimo Martellotta, con Tommaso Colliva alla produzione, i Calibro 35, con i quali ha pubblicato fino ad oggi sei album in studio, due 12" e due colonne sonore.
Con Roberto Angelini ha fatto parte, assieme a Giovanni Di Cosimo e Gabriele Lazzarotti della band di accompagnamento della trasmissione Gazebo di Diego Bianchi alias Zoro, andata in onda su Rai 3 dal 2013 al 2017. 
Nel novembre 2014, in seguito all'abbandono di Giorgio Prette, entra in pianta stabile a far parte degli Afterhours, con i quali ha registrato e pubblicato l'album Folfiri o Folfox.
Nella primavera 2016 compone, assieme ad Emanuele Bossi, le musiche della serie TV di Corrado Guzzanti Dov'è Mario?. Nel settembre dello stesso anno, durante la sesta edizione del torneo di calcetto per etichette discografiche Tutto Molto Bello, gli viene consegnato a Bologna da parte del portale online specializzato in concerti dal vivo KeepOn il premio come miglior musicista Live Parade dello stesso anno, riservato proprio a Rondanini.
Il 1º marzo 2018 appare tra i musicisti delle band di Ben Harper e Charlie Musselwhite, ospiti nel corso della seconda puntata del programma "Ossigeno", di Manuel Agnelli, trasmesso su Rai 3.
La collaborazione con Diego Bianchi continua dal settembre 2017 con la nascita di Propaganda Live, in onda su LA7, dove alla band di cui sopra si aggiungono anche il tastierista Daniele Rossi ed il sassofonista Daniele Tittarelli.
Ad inizio 2019 torna a collaborare con Adriano Viterbini dando vita al progetto I Hate My Village, la cui lavorazione vede l'inserimento in formazione di Alberto Ferrari dei Verdena e di Marco Fasolo dei Jennifer Gentle.
Nel febbraio dello stesso anno, in occasione della 69ª edizione del Festival di Sanremo, ha suonato sul palco insieme a Daniele Silvestri in Argentovivo, canzone in gara del cantautore, con la partecipazione del rapper Rancore e del frontman degli Afterhours Manuel Agnelli, apparendo anche nel videoclip musicale della medesima canzone.

## Discografia parziale

### Discografia con Calibro 35

#### Album in studio
- 2008 - Calibro 35
- 2010 - Il beat cos'è
- 2010 - Ritornano quelli di... Calibro 35
- 2012 - Ogni riferimento a persone esistenti o a fatti realmente accaduti è puramente casuale
- 2013 - SAID - colonna sonora
- 2013 - Traditori di tutti
- 2014 - Sogni di gloria - colonna sonora
- 2015 - S.P.A.C.E.
- 2018 - Decade
- 2020 - Momentum
- 2022 - Scacco al maestro - Vol. 1
- 2022 - Scacco al maestro - Vol. 2
- 2023 - Bianca (seconda stagione) - colonna sonora
- 2023 - Nouvelles Aventures

#### Singoli ed EP
- 2008 - I milanesi ammazzano il sabato (cover Afterhours)
- 2009 - Tutta donna (con Gi Kalweit)
- 2010 - Il lato beat Vol. 1 (solo il lato B, con Roberto Dell'Era)
- 2011 - Death Wish
- 2011 - Eurocrime! Remixes
- 2012 - Dalla Bovisa a Brooklyn
- 2013 - Giulia Mon Amour / Notte in Bovisa
- 2014 - Vendetta / You Filthy Bastards!
- 2014 - The Butcher's Bride / Get Carter

#### Raccolte
- 2010 - Rare

#### Partecipazioni
- 2010 - Romanzo criminale - Il CD

### Discografia con Afterhours

#### Album in studio
- 2016 - Folfiri o Folfox

### Discografia con I Hate My Village

#### Album
- 2019 - I Hate My Village

#### Singoli ed EP
- 2018 - Tony Hawk Of Ghana
- 2018 - Acquaragia
- 2021 - Gibbone

## Premi
- Miglior live act 2009 per il M.E.I con i Calibro 35[3]
- Miglior live act 2010 per Keep On con i Calibro 35[4]